# Географија Ирана
Географију Ирана у орографском смислу карактеришу високи планински ланци који заузимају запад и север земље, огромна унутрашња висораван и релативно уска равничарска подручја дуж обале. Иран покрива 1.648.195 км² Азије, што је чини 18. највећом државом на свету, приближно 6,5 пута већи од бивше Југославије, а према последњем попису из 2006. имао је 70.495.782 становника. На северу се граничи са Јерменијом, Азербејџаном и Туркменистаном тј. Каспијским језером, на истоку са Авганистаном и Пакистаном, на западу са Ираком и Турском, а на југу са Оманским заливом и Персијским заливом.
Ираном доминира масив Загрос, низ паралелних планина висине од 1500 до 4000 м, испресецаних равницама које деле земљу од северозапада до југоистока. На северу се простире масив Алборз са вулканом Дамаванд (5671 м), који је највиши врх не само Ирана већ и целе Евроазије западно од Хиндукуша. Централни део земље заузима пространа висораван са просечном надморском висином од 900 - 1200 м, на којој се налазе две ненасељене пустиње (Даште Лут и Даште Кавир). Због свог положаја у северном умереном појасу и веома раштрканог рељефа, Ираном доминирају различити типови климе, од којих су најдоминантнији медитеранска у насељеним местима и сува степа на истоку земље. Контрасти су посебно уочљиви у вегетацији, која може да варира од беживотних пешчаних пустиња на југоистоку до прашума и џунгле на северу земље.

## Развој географије о Ирану

### Древна иранска географија
Концепти Ирана и оригиналне иранске географије јављају се у раној антици  када је име Иран било етничког карактера, што значи „земља Аријеваца“. Оригинални ендоним посведочен у најстаријим деловима Зороастријске Авесте (II век пре нове ере) имао је облик Аријанам  ; у ахеменидском периоду (VI –IV век пре нове ере) јавља се у придевском облику Ариана („Аријевац“; „земља Аријаца “) , док се у свом данашњем облику појављује у периоду Сасанида (III век) као Еран или Иран. Стручњаци претпостављају да је поменути ендоним постојао међу иранским племенима још у III миленијуму пре нове ере. у Западном Сибиру и Централној Азији, где је пронађена археолошка андроновска култура, која се сматра прадомовином иранских народа.
Након сеобе иранских племена према југозападној Азији и успостављања Медијанске и Ахеменидске монархије на данашњој иранској висоравни, име Иран добија прецизније географско значење: у ахеменидским натписима попут оних у Бехистуну, Персепољу и Накш-Рустаму појављује се као цела територија на којој се налази де1монски  сатрапије ). Ови топоними се касније појављују у делима старогрчких аутора као што је Клаудије Птоломеј и јерменских аутора као што је Мојсије из Хорена , а усвојили су их и рани муслимански географи из арапског света који Иран називају Ераншахер. У иранској митологији повезује се са личним именом истоименог владара , а истовремено је задржано и као назив митолошке домовине Аријаца, односно иранских народа ( Еран Вез ; од староиранског Аријанан Ваиџах или Авестан Ваиџан ). Ова територија се налазила у Харезму, или доњем току Оксуса (Аму Дарје), и према предању била је противтежа Анерану или Турану, земљи главних ривала Ирана (средњоазијских номада).
Међутим, током стабилних централизованих монархија (Ахеменидска, Партска и Сасанидска), термин Иран је добио геополитичку конотацију и, као иу случају свих великих цивилизација, означавао је постојање великог политичког ентитета у коме су се становници сматрали центром света. Монархија је била подељена на седам делова, и то: Кешвара (од авестанског Каршвара ; „ограничен браздом“  ) са Ираном као централним елементом и другим деловима који су названи по планетама и небеским телима. Спискови ових седам планета остали су забележени у радовима каснијих аутора и донекле се разликују, али показују прогресивну свест о јединствености земаља које окружују Иран и сложености мапе света. Једна листа од ових седам делова света помиње Хиндустан (Индија) као Сатурн, Кину и Хотан као Јупитер, Туркестан (Централна Азија) као Марс, Трансоксијана као Венеру, грчко-римски свет као Меркур, северне области као Месец, и Иран и Хорасан као центар.  Још један списак иранских суседа сачуван је у делу персијског географа Муставфија из XIV века. У XV веку се помињу Арабија (арапски свет), Рим, централноазијске турске земље, Кина, Индија и Африка, која је укључивала Сирију. Без обзира на разлике између пописа, остаје најважнија чињеница да је у старом Ирану постојала традиција географске науке.
Почеци иранске географије испреплетени са митологијом и историјом евидентни су у Гатама древне Авесте, али је авестанска географија тог периода (2. век пре нове ере) била ограничена на источноиранску висораван  односно територије пре велике сеобе иранских народа на запад, и. обронцима Загроса (укључујући провинцију Персију ) где су остварили директан контакт са Еламом и месопотамским цивилизацијама. У најстаријим деловима Авесте јавља се троделна подела света  која се везује за митолошког владара Фередуна, који је поделио Земљу на своја три сина, док је касније дошло до поделе на седам кружних области, тј. кесхвара  . Оне су биле омеђене браздама у облику река, планина и шума, док је централни регион обухватао Иран са доминантним планинским венцем Хара бәрәзаити ( Алборз )  . Концепт света је био кружног облика и потпуно окружен планинским венцем, који је лебдео на води и прекривен стеновитим небом . Иако су стручњаци првобитно повезивали ове географско -космографске концепте са месопотамском митологијом, сада је широко прихваћено да су засновани на аријевском наслеђу  и да су присутни и индоевропски елементи (нпр. дрво живота ). Упркос неким каснијим деловима Авесте, као што је Вендидад који деле Иран на 16 провинција које је створио Ахура Мазда  или детаљним списковима административних јединица из древне царске ере (6. век пре нове ере – 7. век нове ере) , концепт поделе света на седам кешвадијанских и кешванских делова је био током целог периода Авеста. У одређеним случајевима, подела је била пројектована и на саму иранску монархију, о чему сведоче именовања седам главних гувернера од стране Дарија И Великог и Дарија ИИ. , седам владајућих партских родова, писани документи о подели сасанидске територије из исламског периода итд. Један од најважнијих примарних извора за проучавање староиранске географије су хиљаде глинених плоча из Персепоља које, заједно са другим ахеменидским записима, садрже око 750 топонима , али су њихова административна природа и непотпун превод отежавајуће околности  .
За разлику од старих Грка, који су замишљали да је познати свет окружен заједничким океаном, Иранци су истовремено веровали да постоје две одвојене водене масе – Источно море, које укључује Персијски залив и Црвено море, и Западно, које укључује Средоземно море. Медитеран  . Источни морски путеви били су добро познати Иранцима, о чему сведочи Херодотов извештај о Дарију И Великом (522–486. п.н.е.) који је користио каријског морепловца Сцилака да истражи море од Египта до Инда , док на важност поморског транспорта указује и Суецова  конструкција Даријеве стеле . Сви ови подаци сугеришу да је древни Иран имао географску перспективу у глобалном оквиру  . Ирански концепт два светска мора касније је усвојен у Курану ( Ар Рахман 19-22), а користили су га исламски географи и картографи све до 14. века. века.

### Рана исламска географија
У стручној литератури ране исламске географије термин Иран се ређе појављује, с обзиром на то да су муслимански географи следили старогрчку традицију поделе света на еклиме, тј. климе, а уређење је урађено према географској ширини, на основу чега је Иран изгубио географску посебност у арапским делима  . Међутим, до такве трансформације није дошло брзо већ постепено, о чему сведоче трагови староиранског концепта организације света у делима појединих арапских аутора. На пример, Хамадани, цитирајући Мадаени (ум. 752), помиње Ерак ( арапски егзоним за Иран  ) у својим делима као јединствену целину која се протеже од Хита на Еуфрату до Индије и Кине, и обухвата Рај, Хорасан, Даилам, Гилан, Јабал и Исфахан  Поред тога, Масуди, у свом делу „Поља злата и рудници драгог камења“ (арапски: Муруј адх-дхахаб ва ма'адин ал-јавхар, око 950.), помиње седам поднебља у сличном контексту са древним иранским кешварима . Прва клима која се приписује Јупитеру поклопила се са Ираном и укључивала је Вавилон ( Вавилон ) у Месопотамији, Хорасан, Фарс, Сузијану (Ахваз), Мосул и Медију, али је искључила Дајлам који је приписан турској земљи  . Трагови овог концепта налазе се и у Бакријевим делима из 11. века. века , али ниједан од наведених аутора није знао ништа више од ограничених административних и провинцијских подела, или исламских мамлака  . Ерак (Иран) је био ограничен на Месопотамију, односно данашњи Ирак, који је био седиште калифата, и разликовао се од Ерак ал-Ајам („страни Иран“), имена које се односило на срце иранске висоравни, често називано и као јужни планински део Ирана  . Име Иран у делима арапских географа сачувано је искључиво у облику Ираншахер, званичног и почасног имена које је нпр. Мукадаси га је приписао Нишапуру  . Овај концепт следили су и неки од персијских географа, па се Иран ни не помиње као топоним нпр. у "Границама света" ( персијски: Ходуд ал-Алам ) из 983. .

### Модерна географија
После пропасти калифата и монголских инвазија крајем средњег века, Иран се као географски појам поново појављује у писаним документима, што сведочи о свести о идентитету иранског становништва током раног исламског периода  . Једно такво дело је Муставфијево „Усхићење срца“ (арапски: Нозхат ал-Колуб ) из 1340. године. у којој се Иран појављује као јасан индивидуализован географски појам, упркос чињеници да је иранском висоравни и шире ( Анадолијом ) владала страна, монголска династија Илкханида  . У исто време, арапски географ Димаски, писајући средином 1320-их, наставио је да игнорише Иран као посебан ентитет и поделио га на три дела  . После Муставфија, Иран као специфична држава у западној и оријенталној географији континуирано се појављује од Сафавидског периода па надаље  .
Географски прикази у Европи заснивали су се првенствено на делима путописаца, понекад укључујући основне белешке о земљи  . Исцрпна листа таквих радова са описом фаза истраживања и развоја забележена је у „Истраживању Персије“ ( нем. Дие Ерфорсцхунг Персиенс ), делу А. Габријела из 1952. године. . Почетком 17. века У 19. веку ови подаци су прикупљени у систематском изводу који је штампала издавачка кућа Елзевир у Холандији  . Ова врста енциклопедијског дела, поред примарних географских обележја, обухвата и историјска, етнографска, институционална, политичка и друга обележја о Ирану, а штампана је редовно чак и током 19. века. века  . Нове податке дали су различити аутори који су боравили у Ирану дуже време (нпр. ЈЕ Полак  и СГВ Бењамин  ) или су послати на плаћена путовања (нпр. ГН Цурзон  ). У исто време, Иран је нашао своје место у свим „општим географијама“ штампаним у западном свету, укључујући опсежна дела Ц. Риттера  и Е. Рецлуса  респективно. Обимни радови о географији Ирана и Авганистана такође се појављују у британским часописима, наиме. географски лексикони чији су аутори обавештајци из Британске Индије  . Британски амбасадори су такође састављали детаљне извештаје о географским карактеристикама појединих иранских провинција , а та традиција се наставила све до краја Другог светског рата, када су Приручници поморске обавештајне службе  укључивали географске описе Ирана из модерне научне перспективе, иако још увек са чисто историјским поглављима. Међутим, у другој половини 20. века. У 19. веку почињу да се објављују географска дела са енциклопедијским описима , као што су „Иранска цивилизација“ ( фр. Ла цивилизатион ираниенне ) Х. Массеа  и „Иран“ У. Геркеа и Х. Мехнера  .
У Ирану се традиционална географска наука развијала у исто време као и у Европи  односно од средине 19. века. века када је уведена настава географије на техеранском Универзитету Дар ал-Фонун са циљем постизања административне документације и политичке ефикасности, уз помоћ европских (пре свега аустријских ) стручњака  . Неки примери већих томова о географским темама из горе поменуте традиције су „Општа географија Ирана“ (перс. جوغرافیجا-је муфасал-е Иран ) М. Кајхана из 1932. или „Географски лексикон Ирана“ (перс. Фарханг-е џографија-је Иран ) Х.-А. Размар из 1954. године. .
Кретање ка напреднијој научној фази аналитичке географије засновано на дубљем познавању физичког окружења, односа човека и природе и међуодноса између различитих категорија природних појава, први пут се појавило у Ирану у међуратном периоду, на основу западних научних метода и теорија  . Раније, крајем 19. века. или почетком 20. века. У 19. веку, научна истраживања и посматрања у Ирану су првенствено вршена из политичких и прагматичних разлога, углавном због разграничења са суседима  или комбинованих геолошко - археолошких истраживања  . Ова веома свеобухватна врста истраживања значајно је проширила знања о географским границама источних , односно северних и северозападних делова земље , али страни томови под називом „Географија“ (на пример, енглеска географија Ф.Ј.Голдсмида  или француска Етитудес Геограпхиа се баве општим истраживањем [  ). . Дакле, налази које је сакупио СА Хедин током свог великог путовања кроз централни и југоисточни Иран 1905. године. и 1906. године. Представљени су у виду путописа са описима путева, мапама и панорамама  .
Нова ера почиње 1934. радовима аустријског географа Х. Бобека, који је први изашао из оквира пуких путописа и систематски почео да се бави проблемима физичке географије као што су глациологија, геоморфологија, геолошке класификације по квартару, регионалне биогеографске и климатске класификације итд. Његово истраживање се сматра кључним за развој географске науке о Ирану, а детаљан хронолошки списак његових публикација налази се у радовима Ехлерса. Х. Бобек је такође почео да проучава хуманистичку географију Ирана, а после Другог светског рата објавио је прве значајније синтезе његове културне географије. Истовремено, вредне научно-истраживачке радове о географији Ирана објавили су бројни други географи, као што су: Немци Шарлау (од 1958) и Ехлерс, Французи  де Планхол (од 1958) и Дреш (од 1959, делимично сарађујући са Деруом и Пеијем), италијан Кастиљони, рус Гвоздецки као и Британац Кларк. Њихов рад се наставио активно током наредних четврт века у сарадњи са научницима различитих националности, а недуго затим, уз различите географске радове, почело је штампање значајних регионалних и урбаних монографија. Након неколико делимичних прилога у поменутој сфери објављених 1971. и 1975. Ехлерс је 1980. године објавио свеобухватну синтезу о Ирану под насловом „Иран: Општа регионална географија“ (нем. Iran: Grundzüge einer geographischen Landeskundes, Wissenschaftliche Länderkunden) са исцрпном листом релевантне стручне литературе на 53 странице, која се сматра савременом револуцијом. У међувремену, 1968. године, објављено је прво издање Кембриџ историје Ирана у сарадњи више аутора под уредништвом Вилијама Фишера, и било је на брзину организовано и неуједначеног садржаја. Иранска револуција из 1979. и ирачка агресија (1980—1988) резултирала је дугом временом западњачке истраживања у Ирану, али је ситуација почела да се побољшава деведесетих годинама када је Бернард Аркејд, у сарадњи са другим француским и иранским друштвеним географама, објавио прве тематске и вишејезичне "Атлас Ирана". У овом периоду, од 1977. надаље, редовно је излазио и „Тубингер Атлас Блиског истока“ (нем. Tübinger Atlas des Vorderen Orients), који је обухватао бројне аналитичке карте од фундаменталног значаја за географију Ирана, као и сажете синтезе културне и политичке географије.
Средином 20. века. У 19. веку је модерна иранска географска школа основана у оквиру Универзитета у Техерану , заједно са „Центром за истраживање сушних региона “ који су водили Х. Бобек и други европски научници запослени у Ирану  . Центар је убрзо претворен у „Географски институт “, први те врсте у земљи  . Године 1973. У Техерану је одржан први конгрес иранских географа, на коме су своје радове представили и млади ирански научници са европских универзитета  . После неколико узастопних неуспешних покушаја, Мешхад је био домаћин а од године па надаље под уредништвом М.-Х. Паполи Јаздија је почео да издаје „Географски часопис “ (перс. Тахкикат-е џографија ), чији је садржај био академске и научне природе  . Истовремено, у Техерану од 1990. г. 1941. године, под руководством „Државног картографског института“ (перс. Сазман-е наксха-бардари-ие кесхвар ), најважнија картографска публикација „Генерални атлас Ирана“ (перс. Атлас-е мели-ие Иран ) почела је да се штампа , а бројна јавна књига надахнута западњачком школом је постала широка иранска читанка интелектуална елита  .